# Temporada 2011 del fútbol paraguayo
La Temporada 2011 del fútbol paraguayo abarca todas las actividades relativas a campeonatos de fútbol profesional, nacionales e internacionales, disputados por clubes paraguayos, y por las selecciones nacionales de este país, en sus diversas categorías, durante 2011.

## Torneos locales

### Campeones por categoría
| Categoría              | Campeonato                     | Campeón                   |
| ---------------------- | ------------------------------ | ------------------------- |
| Primera División       | Apertura 2011                  | Nacional                  |
| Primera División       | Clausura 2011                  | Olimpia                   |
| Intermedia             | Intermedia 2011                | Cerro Porteño PF          |
| Primera B (N)          | Primera B (N) 2011             | 2 de Mayo                 |
| Primera B (M)          | Primera B (M) 2011             | 29 de Septiembre          |
| Primera C              | Primera División C 2011        | 12 de Octubre SD          |
| Nacional de Interligas | Nacional de Interligas 2011/12 | Liga Deportiva Paranaense |

### Ascensos y descensos
| Categorías                                            | Equipos descendidos            | Equipos ascendidos                  |
| ----------------------------------------------------- | ------------------------------ | ----------------------------------- |
| Primera División División Intermedia                  | General Caballero 3 de Febrero | Cerro Porteño PF Sportivo Carapeguá |
| División Intermedia Campeonato Nacional B             | Deportivo Caaguazú             | 2 de Mayo                           |
| División Intermedia Primera B (M)                     | 12 de Octubre                  | 29 de Septiembre Resistencia        |
| División Intermedia Campeonato Nacional de Interligas |                                | Deportivo Paranaense                |
| Campeonato Nacional B Liga de origen                  | 24 de Junio                    |                                     |
| Primera B (M) Primera C                               | Silvio Pettirossi              | 12 de Octubre SD Capitán Figari     |

### Representantes paraguayos en copas internacionales

#### Copa Libertadores 2011
Los representativos paraguayos fueron:
| Equipo        | Pts | PJ | PG | PE | PP | GF | GC | DG  | Eliminado en     |
| ------------- | --- | -- | -- | -- | -- | -- | -- | --- | ---------------- |
| Cerro Porteño | 17  | 12 | 4  | 5  | 3  | 18 | 14 | 5   | Semifinales      |
| Libertad      | 17  | 10 | 5  | 2  | 3  | 19 | 15 | 4   | Cuartos de final |
| Guaraní       | 0   | 6  | 0  | 0  | 6  | 2  | 16 | -14 | Fase de grupos   |

#### Copa Sudamericana 2011
Los representativos paraguayos fueron:
| Equipo   | Pts | PJ | PG | PE | PP | GF | GC | DG | Eliminado en     |
| -------- | --- | -- | -- | -- | -- | -- | -- | -- | ---------------- |
| Libertad | 12  | 6  | 4  | 0  | 2  | 5  | 2  | 3  | Cuartos de final |
| Olimpia  | 10  | 6  | 3  | 1  | 2  | 9  | 7  | 2  | Octavos de final |
| Nacional | 5   | 4  | 1  | 2  | 1  | 4  | 6  | -2 | Segunda fase     |

### Primera División de Paraguay

#### Puntaje Acumulado Total
- Es la suma de los puntos acumulados de los torneos apertura y clausura de la temporada para la clasificación para copas internacionales.

| Pos | Equipo            | Pts | PJ | G  | E  | P  | GF | GC | DIF |
| --- | ----------------- | --- | -- | -- | -- | -- | -- | -- | --- |
| 1ª  | Olimpia           | 88  | 44 | 26 | 10 | 8  | 82 | 44 | 38  |
| 2ª  | Nacional          | 83  | 44 | 25 | 8  | 11 | 68 | 45 | 23  |
| 3ª  | Libertad          | 79  | 44 | 22 | 13 | 9  | 64 | 37 | 27  |
| 4ª  | Cerro Porteño     | 67  | 44 | 17 | 16 | 11 | 64 | 51 | 13  |
| 5ª  | Tacuary           | 60  | 44 | 13 | 21 | 10 | 48 | 42 | 6   |
| 6ª  | Guaraní           | 58  | 44 | 15 | 13 | 16 | 55 | 56 | -1  |
| 7ª  | Rubio Ñu          | 58  | 44 | 15 | 14 | 15 | 60 | 63 | -3  |
| 8ª  | Independiente     | 52  | 44 | 11 | 19 | 14 | 55 | 55 | 0   |
| 9ª  | Sol de América    | 49  | 44 | 12 | 13 | 21 | 48 | 63 | -15 |
| 10ª | 3 de Febrero      | 41  | 44 | 9  | 14 | 21 | 52 | 72 | -20 |
| 11ª | General Caballero | 41  | 44 | 11 | 8  | 25 | 50 | 85 | -35 |
| 12ª | Sportivo Luqueño  | 35  | 44 | 7  | 14 | 23 | 42 | 75 | -33 |

 Pos=Posición; Pts=Puntos; PJ=Partidos jugados; G=Partidos ganados; E=Partidos empatados; P=Partidos perdidos; GF=Goles a favor; GC=Goles en contra; DIF=Diferencia de gol
|  | Clasificado a Copa Libertadores 2012 y a Copa Sudamericana 2012 |
|  | Clasificado a Copa Libertadores 2012                            |
|  | Clasificado a Copa Sudamericana 2012                            |

#### Puntaje Promedio
- Se obtiene el resultado de la división de los puntos obtenidos por la cantidad de partidos jugados en las últimas 3 temporadas. Los dos últimos descienden a la Segunda División de Paraguay.

| Pos | Equipo            | Prom  | PT  | PJ  | 2009 | 2010 | 2011 |
| --- | ----------------- | ----- | --- | --- | ---- | ---- | ---- |
| 1ª  | Libertad          | 1,878 | 248 | 132 | 82   | 87   | 79   |
| 2ª  | Cerro Porteño     | 1,810 | 239 | 132 | 81   | 91   | 67   |
| 3ª  | Nacional          | 1,795 | 237 | 132 | 77   | 77   | 83   |
| 4ª  | Olimpia           | 1,734 | 229 | 132 | 70   | 71   | 88   |
| 5ª  | Guaraní           | 1,590 | 210 | 132 | 67   | 85   | 58   |
| 6ª  | Rubio Ñu          | 1,416 | 187 | 132 | 63   | 66   | 58   |
| 7ª  | Tacuary           | 1,219 | 161 | 132 | 64   | 37   | 60   |
| 8ª  | Independiente     | 1,181 | 52  | 44  | -    | -    | 52   |
| 9ª  | Sol de América    | 1,090 | 144 | 132 | 50   | 45   | 49   |
| 10ª | Sportivo Luqueño  | 0,969 | 128 | 132 | 51   | 42   | 35   |
| 11ª | General Caballero | 0,931 | 41  | 44  | -    | -    | 41   |
| 12ª | 3 de Febrero      | 0,924 | 122 | 132 | 43   | 38   | 41   |

 Pos=Posición; Prom=Promedio; PT=Puntaje total; PJ=Partidos jugados
|  | Siguen en Primera División para la temporada 2012. |
|  | Descendidos a la Segunda División de Paraguay      |

### Segunda División de Paraguay
Fuente
| Pos | Equipo              | Pts | PJ | G  | E  | P  | GF | GC | DIF |
| --- | ------------------- | --- | -- | -- | -- | -- | -- | -- | --- |
| 1º  | Cerro Porteño PF    | 45  | 26 | 13 | 6  | 7  | 43 | 28 | 15  |
| 2º  | Sportivo Carapeguá  | 45  | 26 | 13 | 6  | 7  | 41 | 29 | 12  |
| 3º  | Deportivo Capiatá   | 44  | 26 | 12 | 8  | 6  | 39 | 26 | 13  |
| 4º  | Deportivo Santaní   | 44  | 26 | 11 | 11 | 4  | 28 | 22 | 6   |
| 5º  | River Plate         | 37  | 26 | 9  | 10 | 7  | 32 | 36 | -4  |
| 6º  | General Díaz        | 36  | 26 | 9  | 9  | 8  | 30 | 28 | 2   |
| 7º  | Atlético Colegiales | 33  | 26 | 7  | 12 | 7  | 23 | 28 | -5  |
| 8º  | San Lorenzo         | 32  | 26 | 7  | 11 | 8  | 36 | 37 | -1  |
| 9º  | Fernando de la Mora | 31  | 26 | 7  | 10 | 9  | 28 | 29 | -1  |
| 10º | Sportivo Iteño      | 29  | 26 | 6  | 11 | 9  | 22 | 24 | -2  |
| 11ª | Sportivo Trinidense | 29  | 26 | 7  | 8  | 11 | 22 | 31 | -9  |
| 12º | Sport Colombia      | 28  | 26 | 6  | 10 | 10 | 21 | 26 | -5  |
| 13º | Deportivo Caaguazú  | 24  | 26 | 5  | 9  | 12 | 29 | 37 | -8  |
| 14º | 12 de Octubre       | 22  | 26 | 3  | 13 | 10 | 24 | 37 | -13 |

|  | Ascendidos a la Primera División de Paraguay |
|  | Descendidos de categoría                     |

#### Final
Tras culminar el torneo, los clubes Cerro Porteño PF y Sportivo Carapeguá, finalizaron con la misma cantidad de puntos, por lo que se recurrieron a dos juegos para el desempate. El primero, el lunes, 3 de octubre, en el Estadio Teniente 1º Alcides González, en la ciudad de Carapeguá. El segundo partido se jugó el 9 de octubre en el Estadio Antonio Oddone Sarubbi en Ciudad del Este. 
| 3 de octubre de 2011, 16:00 | Sportivo Carapeguá | 1:2 | Cerro Porteño PF                    | Estadio Teniente 1º Alcides González, Carapeguá              |                                                              |
|                             | A. Silva 18'       |     | G. Samaniego 11' · R. Caballero 68' | Asistencia: 2.270 espectadores Árbitro(s): Arnaldo Samaniego | Asistencia: 2.270 espectadores Árbitro(s): Arnaldo Samaniego |

| 9 de octubre de 2011, 19:00 | Cerro Porteño PF | 0:0 | Sportivo Carapeguá | Estadio Antonio Oddone Sarubbi, Ciudad del Este |  |

| Bandera de Paraguay      |
| Campeón Cerro Porteño PF |
| Primer título            |

### Tercera División de Paraguay
Está subdividido en 2 torneos, la B Nacional, donde participan equipos campeones de las demás ligas departamentales del Paraguay (menos departamento Central), y la primera B Metropolitana, donde participan solamente equipos de Asunción y Gran Asunción.
- Obs: El Campeonato Nacional de Interligas: Pre Intermedia, también puede ser considerada entre los torneos de tercera división, ya que el campeón del campeonato, asciende a la división intermedia como un club fundado por la liga ganadora.

#### Primera División B Nacional
| Pos | Equipo            | Pts | PJ | G | E | P  | GF | GC | DIF |
| --- | ----------------- | --- | -- | - | - | -- | -- | -- | --- |
| 1º  | 2 de Mayo         | 29  | 14 | 8 | 5 | 1  | 31 | 15 | 16  |
| 2º  | Sol del Este      | 26  | 14 | 8 | 2 | 4  | 23 | 17 | 6   |
| 3º  | 22 de Septiembre  | 24  | 14 | 7 | 3 | 4  | 27 | 24 | 3   |
| 4º  | Choré Central     | 21  | 14 | 8 | 0 | 6  | 36 | 32 | 4   |
| 5º  | 4 de Octubre      | 21  | 14 | 5 | 3 | 6  | 23 | 20 | 3   |
| 6º  | Juventud Ypanense | 15  | 14 | 4 | 3 | 7  | 21 | 31 | -10 |
| 7º  | Deportivo Beleano | 14  | 14 | 4 | 2 | 8  | 19 | 26 | -7  |
| 8º  | 24 de Junio       | 8   | 14 | 2 | 2 | 10 | 18 | 34 | -16 |

|  | Ascendió a la División Intermedia |
|  | Descendió a liga de origen        |

| Bandera de Paraguay |
| Campeón 2 de mayo   |
| Primer título       |

#### Primera División B Metropolitana
| Bandera de Paraguay     |
| Campeón 29 de Setiembre |
| Primer título           |

- Ascendieron a la Segunda División de Paraguay: 29 de Septiembre; Resistencia
- Descendieron a la Cuarta División de Paraguay: Silvio Pettirosi

#### Campeonato Nacional de Interligas
| Bandera de Paraguay               |
| Campeón Liga Deportiva Paranaense |
| Cuarto título                     |

- El campeón asciende a División Intermedia como Paranaense Fútbol Club, y jugará el torneo de la división intermedia 2012. Además jugará ante el campeón uruguayo de la copa nacional de selecciones del interior por la copa san isidro de curuguaty.

### Cuarta División de Paraguay
| Bandera de Paraguay      |
| Campeón 12 de Octubre SD |
| -                        |

- Ascendieron a Primera División B Metropolitana: 12 de Octubre SD; Capitán Figari.

## Selección nacional
La selección adulta de Paraguay participó durante el 2011 en la Copa América 2011, realizado en el vecino país, Argentina, donde quedó como subcampeón.

### Datos Totales de la selección adulta en el 2011
De 20 partidos (60 puntos), la selección a lo largo del 2011, cosechó solamente 30 puntos. Anotó 30 goles en total (7 de penal), y recibió 28 goles (4 de penal)
- Partidos ganados : 8
- Partidos empatados : 6
- Partidos perdidos : 6

### Partidos de la Selección adulta
Esta tabla cubre los partidos clase A de la FIFA que la selección de fútbol de Paraguay disputó en el año 2011.
| Fecha           | Lugar                                                          | Rival          | Marcador      | Competencia              | Goles Anotados                                                        |
| --------------- | -------------------------------------------------------------- | -------------- | ------------- | ------------------------ | --------------------------------------------------------------------- |
| 26 de marzo     | Oakland-Alameda County Coliseum (Oakland, US)                  | México         | 1 - 3         | Amistoso                 | Riveros 87'                                                           |
| 29 de marzo     | LP Field (Nashville, US)                                       | Estados Unidos | 1 - 0         | Amistoso                 | Cardozo 18'                                                           |
| 25 de mayo      | Estadio Centenario (Resistencia, AR)                           | Argentina      | 2 - 4         | Amistoso                 | Zeballos 13' Marecos 55'                                              |
| 3 de junio      | Estadio Ramón Tahuichi Aguilera (Santa Cruz, BO)               | Bolivia        | 2 - 0         | Copa Paz del Chaco       | Barrios 33' Santander 71'                                             |
| 7 de junio      | Estadio Feliciano Cáceres (Luque, PY)                          | Bolivia        | 0 - 0         | Copa Paz del Chaco       |                                                                       |
| 11 de junio     | Estadio Defensores del Chaco (Asunción, PY)                    | Rumania        | 2 - 0         | Amistoso                 | Valdez 2' Santa Cruz 28'                                              |
| 23 de junio     | Estadio Defensores del Chaco (Asunción, PY)                    | Chile          | 0 - 0         | Amistoso                 |                                                                       |
| 3 de julio      | Estadio Brigadier Gral. Estanislao López (Santa Fe, AR)        | Ecuador        | 0 - 0         | Copa América 2011        |                                                                       |
| 9 de julio      | Estadio Mario Alberto Kempes (Córdoba, AR)                     | Brasil         | 2 - 2         | Copa América 2011        | Santa Cruz 54' Valdez 66'                                             |
| 15 de julio     | Estadio Padre Ernesto Martearena (Salta, AR)                   | Venezuela      | 3 - 3         | Copa América 2011        | Alcaraz 33' Barrios 62' Riveros 85'                                   |
| 17 de julio     | Estadio Ciudad de La Plata (La Plata, AR)                      | Brasil         | 0 - 0 (2 - 0) | Copa América 2011        | Estigarribia Penal Riveros Penal                                      |
| 20 de julio     | Estadio Malvinas Argentinas (Mendoza, AR)                      | Venezuela      | 0 - 0 (5 - 4) | Copa América 2011        | Ortigoza Penal Barrios Penal Riveros Penal Martínez Penal Verón Penal |
| 24 de julio     | Estadio Monumental Antonio Vespucio Liberti (Buenos Aires, AR) | Uruguay        | 0 - 3         | Copa América 2011        |                                                                       |
| 2 de septiembre | Estadio Rommel Fernández (Ciudad de Panamá, PA)                | Panamá         | 2 - 0         | Amistoso                 | Cardozo 7' Ramírez 11'                                                |
| 6 de septiembre | Estadio Olímpico Metropolitano (San Pedro Sula, HN)            | Honduras       | 3 - 0         | Amistoso                 | Camacho 30' Cardozo 86' Cardozo 90' + 3'                              |
| 7 de octubre    | Estadio Nacional(Lima, PE)                                     | Perú           | 0 - 2         | Clasif. para Brasil 2014 |                                                                       |
| 11 de octubre   | Estadio Defensores del Chaco(Asunción, PY)                     | Uruguay        | 1 - 1         | Clasif. para Brasil 2014 | Ortiz 90' + 2                                                         |
| 11 de noviembre | Estadio Defensores del Chaco(Asunción, PY)                     | Ecuador        | 2 - 1         | Clasif. para Brasil 2014 | Cristian Riveros 47' Darío Verón 57'                                  |
| 15 de noviembre | Estadio Nacional de Chile(Santiago, CL)                        | Chile          | 0 - 2         | Clasif. para Brasil 2014 |                                                                       |
| 21 de diciembre | Estadio La Portada(La Serena, CL)                              | Chile          | 2 - 3         | Amistoso                 | Edgar Benítez Penal 49' Julio Manzur 56'                              |

|  | Partido ganado   |
|  | Partido empatado |
|  | Partido perdido  |